# Ioan Vizitiu
Ioan Iulian Vizitiu (født 3. februar 1970 i Bârlad, Rumænien) er en rumænsk tidligere roer.
Vizitiu vandt en sølvmedalje ved OL 1992 i Barcelona, som del af den rumænske otter. Det er den hidtil eneste rumænske OL-medalje i otter på herresiden. I finalen blev rumænerne besejret ganske knebent af Canada, der vandt guld. Tyskland tog bronzemedaljerne. Resten af besætningen i den rumænske båd bestod af Iulică Ruican, Viorel Talapan, Vasile Năstase, Dănuț Dobre, Valentin Robu, Gabriel Marin, Vasile Măstăcan og styrmand Marin Gheorghe. Vizitiu deltog kun ved dette ene OL.
Vizitiu vandt desuden en VM-sølvmedalje i otter ved VM 1993 og en bronzemedalje i toer uden styrmand ved VM 1994.

## OL-medaljer
- 1992:  Sølv i otter